# ウロキナーゼ受容体
ウロキナーゼ受容体（ウロキナーゼじゅようたい、英: urokinase receptor）、ウロキナーゼ型プラスミノゲンアクチベータ受容体（英: urokinase-type plasminogen activator receptor、略称: uPAR）またはCD87は、ヒトではPLAUR（plasminogen activator, urokinase receptor）遺伝子にコードされるタンパク質である。複数のドメインからなる糖タンパク質であり、GPIアンカーによって細胞膜に係留されている。細胞表面に位置する、ウロキナーゼ（uPA）の飽和性の結合部位として、uPARは同定された。

## 構造
uPARは3つのタンデムなLUドメインから構成される。ULドメインはthree-fingerドメインファミリーに属するドメインである。uPARの構造はX線結晶構造解析によって、ペプチドアンタゴニストとの複合体、そして天然リガンドであるウロキナーゼとの複合体の構造が解かれている。

## 生理的意義
uPARはプラスミノーゲン活性化システムの一部を構成している。健康な体内においてこの系は、乳腺の退縮や創傷治癒など組織の再構成のイベントに関与している。組織の再構成を行うためには、古い組織の分解が必要である。この分解において重要な機構が、プラスミノーゲン活性化システム（plasminogen activation system: PAS）によって開始されるタンパク質分解カスケードである。uPARはウロキナーゼに結合し、プラスミノーゲンの活性化を細胞膜のすぐ近傍に限定している。ウロキナーゼが受容体に結合するとuPARとGPIアンカーの間で切断が生じ、suPARと呼ばれる可溶性タンパク質が放出される。

## 臨床的意義
suPARは炎症のバイオマーカーとなることが知られている。suPAR値の上昇は、慢性閉塞性肺疾患（COPD）、気管支喘息、肝不全、心不全、心血管疾患、関節リウマチで観察される。喫煙者は非喫煙者と比較して、suPAR値が有意に高い。
uPARは老化細胞で高度に発現しており、uPARを標的としたCAR-T細胞を用いて老化細胞を除去する試みがマウスで行われている。
PASの構成要素は多くの悪性腫瘍で高度に発現しており、腫瘍がこのシステムをハイジャックして転移に利用していることが示されている。そのため、このシステムのさまざまな構成要素に対する阻害剤が、抗がん剤としての探索が行われている。

## 相互作用
ウロキナーゼ受容体は、LRP1と相互作用することが示されている。

## 関連文献
- “Structure-function relationships in the interaction between the urokinase-type plasminogen activator and its receptor”. Current Pharmaceutical Design 9 (19):  1499–528. (2003). doi:10.2174/1381612033454630. PMID 12871065.
- “The urokinase plasminogen activator receptor in the regulation of the actin cytoskeleton and cell motility”. Biological Chemistry 383 (1):  5–19. (January 2002). doi:10.1515/BC.2002.002. PMID 11928822.
- “Haemostatic factors occupy new territory: the role of the urokinase receptor system and kininogen in inflammation”. Biochemical Society Transactions 30 (2):  168–73. (April 2002). doi:10.1042/BST0300168. PMID 12023845.
- “Structural analysis of the interaction between urokinase-type plasminogen activator and its receptor: a potential target for anti-invasive cancer therapy”. Biochemical Society Transactions 30 (2):  177–83. (April 2002). doi:10.1042/BST0300177. PMID 12023847.
- “The role of urokinase-type plasminogen activator (uPA)/uPA receptor in HIV-1 infection”. Journal of Leukocyte Biology 74 (5):  750–6. (November 2003). doi:10.1189/jlb.0403176. PMID 12960238.
- “The urokinase plasminogen activator and its receptor: role in cell growth and apoptosis”. Thrombosis and Haemostasis 93 (2):  205–11. (February 2005). doi:10.1160/TH04-09-0592. PMID 15711734.